# Neuschönau
Neuschönau è un comune tedesco di 2 359 abitanti, situato nel land della Baviera.